# 21700 Кейсініколь
21700 Кейсініколь (21700 Caseynicole) — астероїд головного поясу, відкритий 7 вересня 1999 року.
Тіссеранів параметр щодо Юпітера — 3,401.